# Región de Colonia
La Región de Colonia (en alemán: Regierungsbezirk Köln) es una de las cinco regiones administrativas del estado federal alemán de Renania del Norte-Westfalia, siendo una de las más densas y más pobladas de toda Alemania. Está emplazado al suroeste del estado, limitando al norte con la Región de Düsseldorf, al este con la Región de Arnsberg, al sur con el estado federado de Renania-Palatinado y al oeste con Bélgica y Países Bajos. La sede de la administración y ciudad más grande es Colonia.

## Historia
El establecimiento de la región se remonta al 30 de abril de 1815, cuando tras el Congreso de Viena, Prusia reorganizó la administración interna de sus provincias por medio del Preußische Verordnung über die verbesserte Einrichtung der Provinzialbehörden (Reglamento prusiano sobre la mejorada ordenación de la autoridad provincial). Dicha reforma dividía el territorio prusiano en 10 provincias y éstas a su vez en un total de 28 regiones. 
Así, parte de los territorios renanos obtenidos en el Congreso de Viena en torno a la ciudad de Colonia, principalmente a partir del Ducado de Jülich y el sur del Ducado de Berg y del propio territorio del Arzobispado de Colonia, fueron incluidos en la Región de Colonia y esta a su vez formó parte de la Provincia de Jülich-Cleves-Berg, que tras la unión con la Provincia del Bajo Rin en 1822 pasó a llamarse Provincia del Rin.
En 1972 la región de Aquisgrán fue incorporada a la de Colonia.

## Organización territorial de la Región
Actualmente la región está dividida en ocho distritos (Kreise) y cuatro ciudades no adscritas (Kreisfreie Städte). Los ocho distritos, que incluyen la Región Urbana de Aquisgrán (Städteregion Aachen), que es una Administración local de tipo especial, están a su vez divididos en 95 municipios (Gemeinde).

### Distritos(Kreise)
1. Región Urbana de Aquisgrán (Städteregion Aachen)
2. Distrito de Düren
3. Distrito de Euskirchen
4. Distrito de Heinsberg
5. Distrito del Alto Berg
6. Distrito de Rin-Erft (hasta 2003 con el nombre Erftkreis)
7. Distrito de Rin-Sieg
8. Distrito de Renania-Berg

### Ciudades no adscritas(Kreisfreie Städte)
1. Aquisgrán (Separada del Distrito de Aquisgrán desde el 21 de octubre de 2009)
2. Bonn
3. Colonia
4. Leverkusen (hasta el 31 de diciembre de 1974 perteneció a la Región de Düsseldorf)